# ペータル2世 (ユーゴスラビア王)
ペータル2世・カラジョルジェヴィッチ（セルビア語: Петар II Карађорђевић、1923年9月6日 - 1970年11月3日）は、ユーゴスラビア王国の第2代にして最後の国王である（在位：1934年 - 1945年）。

## 生涯

### 幼少期
カラジョルジェヴィッチ家のユーゴスラビア王アレクサンダル1世とルーマニア王フェルディナンド1世の王女マリヤ・オド・ルムニエの長男で、名付け親はイギリス王子アルバート（後のイギリス王ジョージ6世）と妃エリザベスだった。
ペータルの教育は王宮で始まり、次にイングランド・ウィルトシャー州のサンドロイド・スクールに通った。
1934年、フランスへ公式訪問中の父王アレクサンダル1世の暗殺の後を受けて11歳でユーゴスラビア王に即位したが、幼少のため父の従弟パヴレが摂政に就任した。

### 第二次世界大戦
ペータル2世と宮中顧問官らはナチス・ドイツとの同盟に反対したが、摂政パヴレは1941年3月25日、ユーゴスラビアは日独伊三国同盟に参加すると声明した。
それに対し3月27日、当時17歳のペータル2世は、イギリスの支援で日独伊三国同盟に反対するクーデターに参加。クーデターは成功し、摂政パヴレを追放して親政を敷いた。
ところがこれにドイツは、バルバロッサ作戦を延期してユーゴスラビアとギリシャを同時に攻撃し、ドイツ空軍は4月6日から三日三晩ベオグラードを猛攻撃した。1週間足らずでドイツ、ブルガリア、ハンガリー、イタリアがユーゴスラビアを制圧し、ユーゴスラビア政府は4月17日に降伏した。ユーゴスラビアは、ドイツ、ブルガリア、ハンガリー、イタリアの要求を満たすため分割され、傀儡政権クロアチア独立国建国が宣言された。
枢軸国の侵入に伴って、ペータル2世はユーゴスラビア政府首脳とともにやむを得ず祖国を去り、ギリシャから欧州を脱出し、エルサレム、イギリス委任統治領パレスチナを経て、エジプトのカイロに渡った。一行は1941年6月イギリスに到着し、ナチス占領下のヨーロッパ地域からの、他の多数の亡命政府に加わった。ペータル2世は、ケンブリッジ大学での課程を修了してイギリス空軍に加わった。
ユーゴスラビア軍の瓦解にもかかわらず、占領軍への2つの抵抗武装組織が形成された。一方は亡命政府の国防相で王党派のドラジャ・ミハイロヴィッチ将軍率いるチェトニック、もう一方は共産主義者で、後に世にティトーの名で知られるヨシップ・ブロズ率いる革命パルチザンであった。連合国軍は、初めはミハイロヴィッチを支持したが、すぐにティトーの支持にまわった。

### 廃位と亡命
ペータル2世は1944年3月20日にロンドンでギリシャ王アレクサンドロス1世の王女アレクサンドラと結婚した。
亡命中の1945年11月29日、ユーゴスラビア共産党政権下の憲法制定議会は王制を廃止したが、本人は決して退位を宣言しなかった。戦後はアメリカ合衆国に定住したが、長年健康に問題を抱えており、肝不全治療の移植手術を受けた。
1970年2月、ロサンゼルスに移動。同年10月に肺炎にかかり重体となり、同年11月4日、ロサンゼルス市内の病院で死去した。47歳。

## 没後
死後イリノイ州リバティービルの聖サヴァ修道院教会(en)に埋葬され、ヨーロッパで唯一アメリカの土に埋葬された君主となった。息子アレクサンダル王太子はセルビア王位継承者である。
2007年3月4日、アレクサンダルは父王ペータル2世の遺体をセルビアに返す計画を発表したが、この計画に動揺したセルビア系アメリカ人もいた。ペータル2世はシカゴに住むセルビア人のために永眠の地として聖サヴァ修道院教会を選んだのである。
2013年、ペータル2世の棺を、セルビア・トポラ近郊オプレナツ(en)の聖ジョルジェ教会にあるカラジョルジェヴィチ家の大霊廟に改葬することが発表された。1月22日、棺はベオグラード・ニコラ・テスラ空港に到着し、アレクサンダルやその家族、イビツァ・ダチッチ首相らに出迎えられ、改葬までベオグラード近郊デディニェ（Dedinje）にある王宮の礼拝堂に安置された。5月26日に、セルビア王族、トミスラヴ・ニコリッチ大統領やイビツァ・ダチッチ首相ら政府関係者、ヨルダン国王アブドゥッラー2世やケント公爵エドワード王子など海外の王族らが参列し、妻アレクサンドラ王妃や母マリヤ王太后、末弟アンドレイ王子らの棺とともに大霊廟に改葬された。